# Mestna knjižnica Grosuplje
Mestna knjižnica Grosuplje je osrednja splošna knjižnica s sedežem na Adamičevi 15 (Grosuplje); ustanovljena je bila leta 1962.
Ima dislocirane enote: Ivančna Gorica, Dobrepolje, Krka, Stična, Šentvid pri Stični in Višnja Gora.

## Zgodovina
Leta 1952 je bila ustanovljena predhodnica knjižnice, ki jo poznamo danes, z imenom D.P. D. Svoboda Grosuplje. Slednjo so večkrat prestavili in na koncu je svoje mesto dobila v Mullerjevi hiši.
Ljudska knjižnica Grosuplje je bila ustanovljena leta 1962, prvega knjižničarja pa je dobila 5 let kasneje. V letu 1973 se je knjižnica preselila v Koščakovo hišo. Med letoma 1974 in 1998 je knjižnica razširjala svoje področje delovanja z ustanavljanjem podružnic v Ivančni Gorici, Dobrepolju, Krki, Stični, Šentvidu pri Stični in Višnji Gori. 
Večkrat je tudi spremenila svoj naziv. Svoje sedanje imenovanje je dobila, ko je Grosuplje postalo mesto.
 V nove prostore je bila knjižnica preseljena leta 2007, ko je bila poleg Koščakove hiše zgrajen nova moderna knjižnica, ki je bila uvrščena na seznam najlepših knjižnic v Evropi.